# Ahrenhorster Bach
Der Ahrenhorster Bach (im Unterlauf auch als Alsterbach bezeichnet) ist ein 15,1 Kilometer langer rechtsseitiger Zufluss der Werse im nordrhein-westfälischen Kreis Warendorf.

## Verlauf
Der Bachlauf entspringt zwischen Ahlen und Sendenhorst an der Straße Im Seebrock. Zu Beginn bildet er die Grenze zwischen diesen beiden Orten und verläuft weitgehend begradigt in westlichen Richtungen. Auf seinem Weg nimmt er von rechts den Landwehrgraben auf, bildet die Grenze zwischen Drensteinfurt und Sendenhorst und verläuft dann in westlichen und nördlichen Richtungen durch die namengebende Bauerschaft Ahrenhorst. Anschließend wendet er sich weiter nach Norden, wo er von rechts den aus der Bauerschaft Alst kommenden 10,1 km langen Helmbach aufnimmt, welcher im Unterlauf auch als „Alsterbach“ bezeichnet wird. Der von hier an nun ebenfalls auch als „Alsterbach“ bezeichnete Ahrenhorster Bach unterquert die L586 sowie die Bahnstrecke Münster–Warstein. Er umfliesst östlich den Ortskern von Albersloh und unterquert dabei weiter nordwärts die Alverskirchener Straße. Nach nochmaliger Unterquerung der Bahnstrecke Münster–Warstein und Unterquerung der Wolbecker Straße  mündet er schließlich nördlich von Albersloh und 1,3 km oberhalb des Westerbachs in die Werse.